# District de Pingcheng
Le district de Pingcheng (平城区 ; pinyin : Píngchéng Qū) est une subdivision administrative de la province du Shanxi en Chine. Il est placé sous la juridiction de la ville-préfecture de Datong.